# مانگو (جمشدپور)
مانگو (به انگلیسی: Mango) یک منطقهٔ مسکونی در هند است که در East Singhbhum district، ایالت جارکند واقع شده‌است. مانگو ۲۲۳٬۸۰۵ نفر جمعیت دارد.